# Harry E. Yarnell (Schiff)
Die Harry E. Yarnell, auch USS Harry E. Yarnell, (Kennungen: DLG-17/CG-17) war ein Lenkwaffenkreuzer der United States Navy und gehörte zur Leahy-Klasse an. Sie wurde nach Admiral Harry E. Yarnell benannt.

## Geschichte
Die Yarnell wurde 1960 bei Bath Iron Works auf Kiel gelegt und dort Ende 1961 vom Stapel gelassen. Im Februar 1963 wurde das Schiff bei der Navy in Dienst gestellt.
Während ihrer Erprobungsfahrten wurde die Yarnell am 10. April 1963 umgeleitet, um an der Suche nach dem verschwundenen U-Boot Thresher teilzunehmen. Der Kreuzer fand einige Trümmerteile und Ölspuren des gesunkenen U-Bootes. Den Rest des Jahres verbrachte die Yarnell mit weiteren Testfahrten. Im September 1964 nahm sie an U-Jagd-Übungen der NATO auf der europäischen Seite des Atlantiks teil und befuhr das Mittelmeer. 1966 operierte das Schiff im Schwarzen Meer, dann in US-Gewässern. Anfang 1967 begann die dritte Verlegung in europäische Gewässer. Im Juni 1990 besuchte sie die Kieler Woche.
Im Anschluss wurden die Luftverteidigungssysteme des Kreuzers modernisiert, später dann auch die restlichen Waffensysteme.
Die Yarnell wurde 1993 außer Dienst gestellt und später abgebrochen.